# Basse-Auvergne
Pour les articles homonymes, voir Auvergne (homonymie).

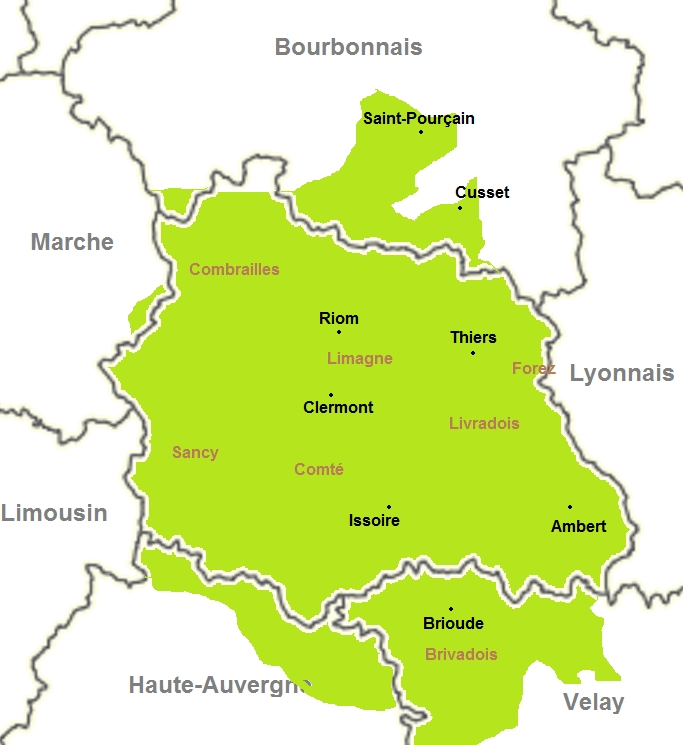
Carte de la Basse-Auvergne à la fin du XVIIIe siècle d'après les cartes de Rigobert Bonne (1786).

La Basse-Auvergne (en occitan : Auvèrnha-Bassa,), aussi nommé Bas Pays d'Auvergne, est une des deux parties composant l'Auvergne du Moyen Âge à l'époque moderne.
Elle correspond approximativement au département du Puy-de-Dôme, au Brivadois (région de Brioude en Haute-Loire) et à une cinquantaine de communes du sud de l'Allier. De son côté, la Haute-Auvergne correspond approximativement au département du Cantal.

## Histoire
Les dénominations de Basse et Haute-Auvergne sont utilisées par les historiens pour la période précédant la Révolution car elle permet d’appréhender des différences historiques et coutumières : la Haute-Auvergne était majoritairement pays de droit écrit alors que la Basse-Auvergne était pays de droit coutumier (sauf sur les terres d'église).
La Basse et la Haute Auvergne n'ont jamais été des circonscriptions administratives aux limites bien définies et, dans l'enchevêtrement territorial de l'Ancien Régime, leurs contours ne correspondent ni aux limites des généralités, ni à celles des bailliages, ni à celles des élections, ni à celles des diocèses.
La première distinction entre haut et bas pays est apparue au XIIIe siècle avec la création du bailliage des Montagnes, sous l'administration d'Alphonse de Poitiers (vers 1250). La deuxième date de 1317 avec la partition du diocèse de Clermont. On retira à celui-ci les archiprêtrés d'Aurillac, Blesle, Brioude, Langeac et Saint-Flour pour créer l'évêché de Saint-Flour,. Le diocèse préfigurait l'actuel département du Cantal mais sans le Mauriacois, l'Artense et le Cézalier et avec en plus le Brivadois et le Nord de la Margeride.
Sur le plan linguistiques la distinction n'est pas pertinente car les isoglosses ne correspondent pas aux limites territoriales. La Basse-Auvergne est divisée en quatre aires linguistiques différentes,. L'occitan (sous ses formes nord-occitanes auvergnate et vivaro-alpine) est parlé dans la majorité du territoire. Un peu plus au nord - avec ce qui correspond à la partie dépendante de la Généralité de Moulins - se trouvent les parlers du Croissant, parlers intermédiaires entre occitan et langue d'oïl. Ces parlers du Croissant sont eux-mêmes divisés en deux groupes : marchois et bourbonnais d'oc. La langue d'oïl sous forme bourbonnaise est justement parlée dans la région de Saint-Pourçain-sur-Sioule. Enfin le francoprovençal est parlé dans quelques communes de l'Est de cette zone (Arconsat et Chabreloche).